# Lutzomyia
Lutzomyia es un género de moscas de la familia Psychodidae. Son insectos hematófagos nocturnos, con metamorfosis completa. Se conocen cerca de 450 especies, distribuidas por el continente americano mayormente en zonas tropicales y subtropicales. El género debe su nombre al médico y científico brasileño Adolfo Lutz. 
Lutzomyia es uno de los dos géneros de la subfamilia Phlebotominae que transmiten el parásito Leishmania, siendo el otro el Phlebotomus, que solo se encuentra en el Viejo Mundo. Las moscas Lutzomyia también son vecoters para enfermedad de Carrión, de origen bacterial, y un número de arbovirus.

## Morfología
Las especies del género Lutzomyia son más pequeñas que otras moscas, midiendo de 2 a 4 mm. Como todos los dípteros, tienen un solo par de alas. Estas son ovaladas, en forma de V y densamente cubiertas por pelos; por ser nematóceros, tienen antenas con más de 6 segmentos y piezas bucales presentes en las fases adultas e inmaduras, relacionadas con sus hábitos alimentarios.

## Epidemiología
Suelen vivir en áreas calientes y húmedas. En el Nuevo Mundo, las especies del género Lutzomyia son responsables de la transmisión de la leishmaniasis y otras graves enfermedades parasitarias. En el Viejo Mundo, los vectores de la leishmaniasis son las moscas del género Phlebotomus. Sólo las hembras se alimentan de sangre al cabo de unos dos días de emerger de la pupa, por una picadura indolora y nocturna, mientras que los machos se alimentan del néctar de las flores. La leishmaniasis pueden transmitirla los jejenes, también conocidos como "moscas de la arena", a otros mamíferos como los cánidos, los roedores y los murciélagos.

## Ciclo de vida
El período de vida en la naturaleza varía de 40 a 50 días. Las hembras producen cientos de huevos al cabo de haber ingerido sangre. Los huevos son depositados en lugares oscuros y húmedos, como debajo de rocas o material biológico en descomposición. Después de unos 30 a 60 días, se desarrollan pasando por una larva de tres estadios y de la pupa en adultos. Por lo general se mueven con el uso de dos alas cortas, pero vuelan sólo unas pocas centenas de metros (como lo haría un volador saltante) y solo pican en áreas descubiertas y sin ropa. Su hábitat son las zonas forestales, aunque pueden adaptarse a ambientes modificados, incluyendo áreas peridomiciliares humanas. Este flebotomíneo es de hábitos alimentarios nocturnos, y su principal actividad se observa en la primera mitad de la noche. Sólo las hembras se alimentan de sangre.

## Evolución
Se conoce una especie extinta, Lutzomyia adiketis. Fue encontrada en ámbar dominicano del Burdigaliense (20-15 millones de años) de la isla La Española. Se piensa que las especies de  Lutzomyia se originaron en los bosques de zonas bajas al este de los Andes y que su radiación a otras zonas de los neotrópicos fueron motivadas por períodos secos del  Pleistoceno, que hicieron que algunas especies colonizaran regiones más norteñas y occidentales con mayor humedad y que llevaron a aislamiento reproductivo.